# Piercia occidentalis
Piercia occidentalis är en fjärilsart som beskrevs av Claude Herbulot 1954. Piercia occidentalis ingår i släktet Piercia och familjen mätare. Inga underarter finns listade i Catalogue of Life.